# Tetraogallus
Genre
Tetraogallus est un genre d'oiseaux de la famille des Phasianidae.

## Liste d'espèces
Selon la classification de référence du Congrès ornithologique international (version 2.7, 2010) :
- Tetraogallus caucasicus (Pallas, 1811) — Tétraogalle du Caucase
- Tetraogallus caspius (S.G. Gmelin, 1784) — Tétraogalle de Perse
- Tetraogallus himalayensis G.R. Gray, 1843 — Tétraogalle de l'Himalaya
- Tetraogallus tibetanus Gould, 1854 — Tétraogalle du Tibet
- Tetraogallus altaicus (Gebler, 1836) — Tétraogalle de l'Altaï

## Répartition
Les espèces de ce genre se rencontrent du Caucase à l'Himalaya.